# Ardverikie House

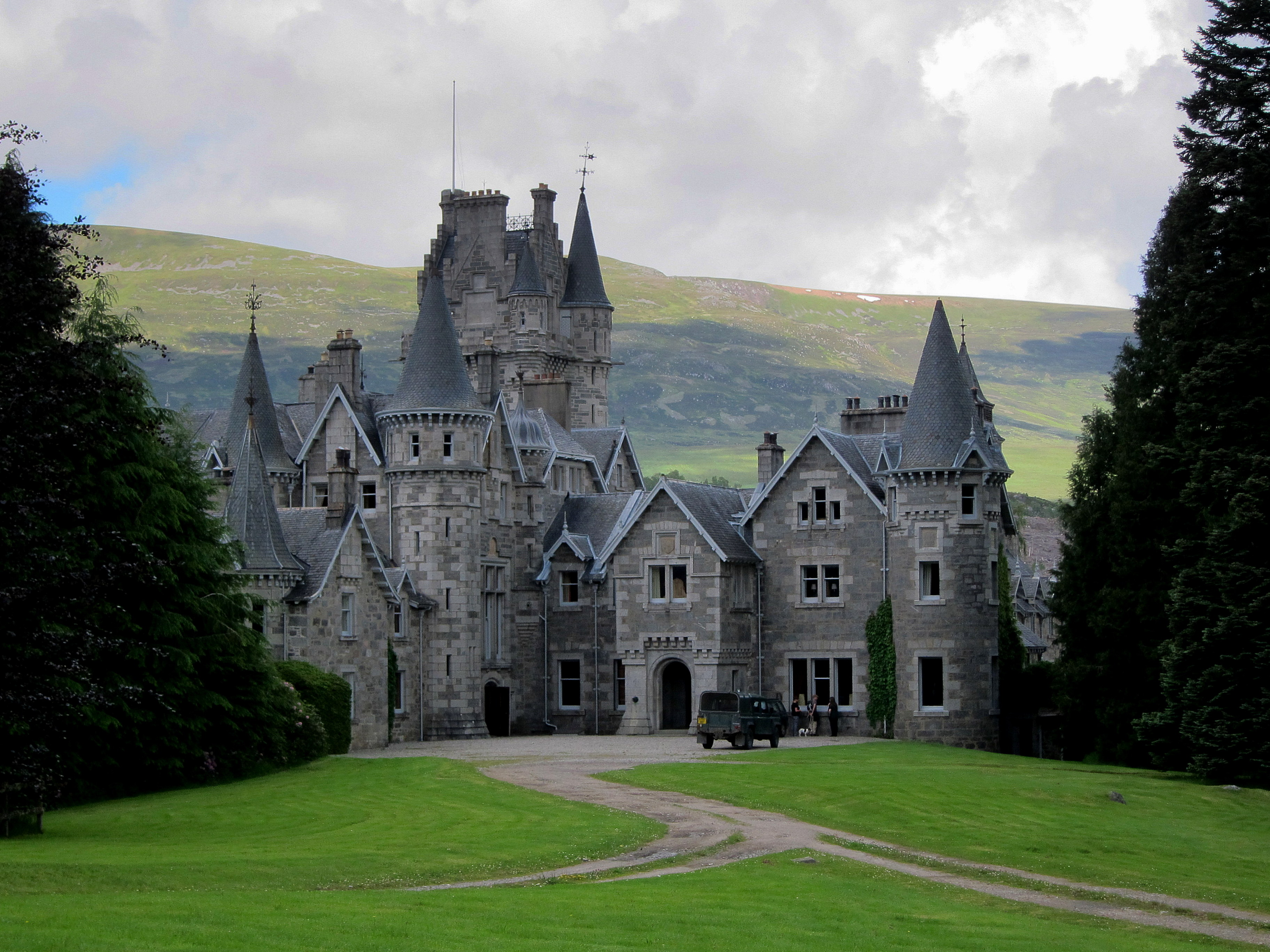
Ardverikie House

Ardverikie House ist ein Herrenhaus nahe der schottischen Ortschaft Kinloch Laggan in der Council Area Highland. 1971 wurde das Bauwerk in die schottischen Denkmallisten in der höchsten Denkmalkategorie A aufgenommen. Das zugehörige Torhaus ist separat als Kategorie-A-Denkmal klassifiziert.

## Geschichte
Ardverikie House entstand um 1836. James Hamilton, 2. Marquess of Abercorn, Oberkammerherr Prinzgemahl Alberts und späterer Duke of Abercorn, pachtete das Anwesen im Jahre 1844. Hamilton zählte zu den Vorreitern adliger Jagdgesellschaften und nutzte Ardverikie House als Jagdschloss. Hierzu entwickelte er das Anwesen und erweiterte das Herrenhaus. Im Spätsommer des Jahres 1847 verbrachten Königin Viktoria und ihr Gemahl drei Wochen auf dem Herrensitz. Der in finanzielle Schieflage geratene Hamilton verpachtete Ardverikie ab 1860 bis zu dessen Tod 1870 an Lord Henry Bentinck. Der liberale Politiker John William Ramsden, der zu den wohlhabendsten Briten seiner Zeit gehörte, hatte bereits verschiedene Jagdschlösser in Schottland erworben. Im Mai 1871 erwarb er Ardverikie zum Preis von 107.500 £. Da ihm die 70.000 Acre umfassenden Wälder des Anwesens als nicht ausreichend erschienen, erwarb er in der Folgezeit weitere 90.000 Acre. Außerdem veranlasste Ramsden umfassende Arbeiten zur Entwicklung des Hauses. Ein Brand verheerte Arverikie House im Oktober 1873. Mit Ausnahme des heute als „Queen’s Wing“ bezeichneten Flügels, welchen das Königspaar bewohnt hatte, musste das Herrenhaus abgetragen werden.
Infolge wurde das heutige Ardverikie House nach einem Entwurf des in Inverness ansässigen Architekten John Rhind (10. März 1836 – 10. August 1889) zwischen 1874 und 1878 errichtet. Ramsden entwickelte das Anwesen weiter und kaufte weitere Landstücke hinzu, sodass ihm schließlich sämtliches Land um Loch Laggan gehörte. In diesem Zuge wurden auch Wohnungen für die bis zu 180 Arbeiter und ein Wasserkraftwerk errichtet.
Das Herrenhaus diente als Kulisse der umfangreichen populären britischen Fernsehserie „Monarch of the Glen“ (2000–2005) und der Fernsehserie The Crown.

## Beschreibung
Ardverikie House steht am Südufer von Loch Laggan rund vier Kilometer südwestlich von Kinloch Laggan. Das zwei- bis dreigeschossige Herrenhaus ist im Scottish-Baronial-Stil ausgestaltet. Sein Mauerwerk besteht aus grauem Granit mit farblich kontrastierenden Natursteineinfassungen. Das rundbogige Hauptportal befindet sich an der Südfassade. Wie auch verschiedentlich entlang der unsymmetrisch aufgebauten Fassaden, ist das darüberliegende Fenster gekuppelt. Wie üblich für den Baustil ist Ardverikie House mit runden beziehungsweise oktogonalen Türmen und Tourellen ausgeführt. Ihre schiefergedeckten Kegel- oder Zeltdächer ruhen auf massiven Kragsteinen. Ein weiteres Portal befindet sich jenseits der dreibogigen Loggia an der Nordfassade.

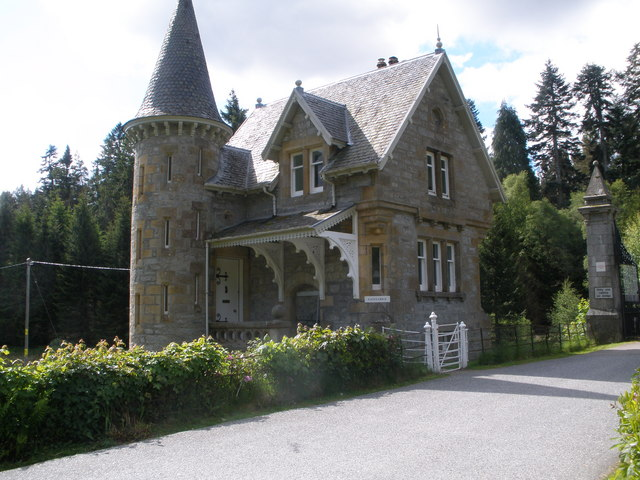
Torhaus von Ardverikie House

## Torhaus
Das Torhaus befindet sich abseits der A86 in Kinloch Laggan. Es wurde vermutlich zeitlich nach dem Herrenhaus errichtet, bestand jedoch spätestens zur Jahrhundertwende. Sein Entwurf wird John Rhind zugeschrieben, der 1889 verstarb. Das hohe, zweigeschossige Torhaus ist mit einem runden Treppenturm mit Lanzettfenstern und Kegeldach ausgeführt. Analog dem Herrenhaus besteht das Mauerwerk aus grauen Granitquadern mit kontrastierenden Natursteineinfassungen. Die Holzstreben des Vordachs der Eingangstüre im Innenwinkel zieren aufwändige Schnitzarbeiten. Die Fester sind teils zu Zwillingen oder Drillingen gekuppelt. Das Dach ist schiefergedeckt.
Die hohen, granitenen Torpfeiler sind mit pyramidalen Kappen ausgeführt. Sie tragen zwei schmiedeeiserne Torflügel. Jenseits des Tores überspannt eine schlichte Bogenbrücke mit gusseisernen Geländern den Pattack.